# Giant Union Rock
Der Giant Union Rock (dt.: „Riesenfelsen von Union“) ist ein hoher Granit-Felsen auf der Seychellen-Insel La Digue. 

## Geographie
Der Giant Union Rock liegt im Ortsgebiet von La Digue im Südwesten der Insel, zwischen der Siedlung und dem Strand Anse Source d'Argent. Südöstlich mündet der La Mare Soupape ins Meer. An seinem Fuß befindet sich eine Schildkröten-Farm (Tortoise Farm).